# Malanów (powiat pabianicki)
Malanów – wieś w Polsce położona w województwie łódzkim, w powiecie pabianickim, w gminie Lutomiersk.
Wieś położona jest w odległości około 10 kilometrów na północny zachód od Lutomierska (dojazd przez Kazimierz lub Charbice Górne).

## Historia
Średniowieczna metryka wsi nie jest znana. Pierwsza pisana wzmianka o wsi pochodzi z pierwszej połowy XVI wieku. W tym czasie jej właścicielami byli Malanowscy, którzy w posiadaniu wsi pozostali do końca XVIII wieku. Oprócz nich dział we wsi posiadali również Stefan Bełdowski i Mikołaj Zdzichowiecki.
W latach 1975–1998 miejscowość administracyjnie należała do województwa sieradzkiego.

## Zabytki
Według rejestru zabytków NID na listę zabytków wpisane są obiekty:
- zespół dworski:
  - piwnice dworu, pocz. XIX, nr rej.: 274 z 28.08.1967
  - park, XVI/XVII, nr rej.: 240/P-VII-21 z 29.01.1950 oraz 1 z 13.09.1976

### Dwór
W południowo-zachodniej części wsi stoi klasycystyczny dwór z początku XIX wieku.
W 1985 roku zespół archeologów łódzkich pod kierunkiem Leszka Kajzera przeprowadził badania na kopcu położonym około 50 metrów od dworku. Jest to prawie okrągły obiekt o średnicy około 45 metrów, tworzący wyspę na niewielkim stawie. W toku badań stwierdzono, że na owym kopcu stał drewniany dwór na podmurówce – znany z inwentarza Malanowa z 1870 roku. Była to obronna rezydencja szlachecka wzniesiona przez Malanowskich. Stał tu do przełomu XVII i XVIII wieku.